# Балестрино
Балестрино (итал. Balestrino) — коммуна в Италии, располагается в регионе Лигурия, в провинции Савона.
Население составляет 599 человек (2008 г.), плотность населения составляет 53 чел./км². Занимает площадь 11 км². Почтовый индекс — 17020. Телефонный код — 0182.
Покровителем коммуны почитается святой апостол Андрей, празднование 30 ноября.

## Демография
Динамика населения:

## Администрация коммуны
- Официальный сайт: http://www.balestrino.it